# Aniołki
Aniołki (tiếng Đức: Aller Gottes Engeln) là một trong những khu phố của thành phố Gdańsk, Ba Lan.